# 人形神

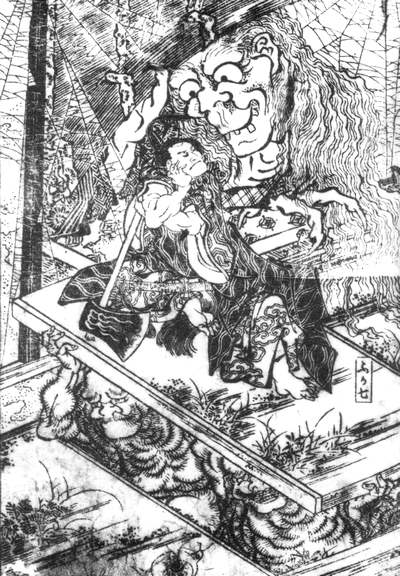
葛飾北斎画『阥阦妹背山（おんみょういもせやま）』。水木しげるの著書で「人形神」の挿絵として用いられている。

人形神（ひんながみ）は、富山県の礪波地方に伝わる憑き物。

## 概要
人形（ひんな）とは表記の通り人形（にんぎょう）のことで、3年間で3千人の人々に踏まれた墓地の土で作られた人形をいう。念の入ったものだと、7つの村の7つの墓地から取ってきた土を人の血で捏ね、自分の信じる神の形とし、さらに人のよく通るところに置いて千人の人々に踏ませる。別の伝承では、3寸（約9センチメートル）ほどの大きさの人形を千個作って鍋で煮ると、1個だけ浮かび上がってくるものがある。これが千の霊がこもった人形神とされ、コチョボともいう。富山県小矢部市では、墓地の石で作るともいう。
こうして作り上げた人形神を祀ると、どんな願い事でも叶い、欲しい物がすぐ手に入るので、財産ができて家が裕福になる。そのために急に裕福になった家は、人形神を祀っているのだと噂されていた。ただし何か用事を言いつけておかないと「今度は何だ」と催促するという。こうした人形神の働きは、式神に近いものとも解釈されている。
また、人形神には大変な代償が伴う。人間の欲望で作られたゆえか一度でもこれを祀ると、人形神は祀った者に強力に取り憑き、決して離れることはないとされる。そのために祀った者が死ぬ際には非常に苦しみを味わうことになる。その上に死後も人形神が離れることはなく、ついには地獄へ堕ちてしまうという。
文久時代の随筆『宮川舎漫筆』の中の「精心込れば魂入（せいしんこむればたましいいる）」という話で、「仏造りて魂を入れず」ということわざを引き合いに出し、信心や美意識を持つ仏師や画工の作った作品が命を持つことが語られているが、これに対して欲望によって作られた人形神には、邪悪な命が宿るという見方もある。